# Catatonia
Catatonia var en walesisk popgrupp som bildades 1992 och splittrades 2001. 
Bandet största framgång kom 1998 med albumet International Velvet  och framförallt låten "Mulder and Scully" vars titel och text syftar till huvudpersonerna i TV-serien Arkiv X. 
Strax efter Catatonia givit ut albumet Paper Scissors Stone upplöstes bandet officiellt, detta troligtvis på grund av att bandets sångare Cerys Matthews drabbades av flera sammanbrott.

## Diskografi
Studioalbum
- Way Beyond Blue (1998)
- International Velvet (1998)
- Equally Cursed and Blessed (1999)
- Paper Scissors Stone (2001)

Samlingsalbum
- The Sublime Magic of Catatonia (1995)
- The Crai-EPs (1998)
- Greatest Hits (2002)
- Road Rage: The Very Best Of Catatonia (2011)

EP
- For Tinkerbell (1993)
- Hooked (1994)
- Storm The Palace (2000)

Singlar
- "Whale" (1994)
- "Bleed" (1995)
- "Sweet Catatonia" (1996)
- "Lost Cat" (1996)
- "You've Got A Lot To Answer For" (1996)
- "I Am the Mob" (1997)
- "Mulder and Scully" (1998)
- "Road Rage" (1998)
- "Strange Glue" (1998)
- "Game On" (1998)
- "Dead From the Waist Down" (1999)
- "Londinium" 1999)
- "Karaoke Queen" (1999)
- "Stone by Stone" (2001)